# Petit (piłkarz)
Petit, właśc. Armando Gonçalves Teixeira (ur. 25 września 1976 w Strasburgu) – portugalski trener i piłkarz występujący na pozycji pomocnika;  reprezentant kraju.

## Życiorys
Dwukrotnie został mistrzem Portugalii. W 2001 roku zdobył to trofeum z Boavistą Porto, a cztery lata później z Benfiką Lizbona.
W reprezentacji Portugalii zadebiutował 2 czerwca 2001 w meczu przeciwko Irlandii. Na Mistrzostwach Świata 2006 z reprezentacją kraju zajął czwarte miejsce.

## Sukcesy

### Boavista FC
- Mistrzostwo Portugalii: 2000/2001
- Piłkarz Roku : 2001

### SL Benfica
- Sportowiec Roku : 2006
- Mistrzostwo Portugalii: 2004/2005
- Puchar Portugalii: 2003/2004
- Superpuchar Portugalii: 2005

## Odznaczenia
- Oficer Orderu Infanta Henryka – 2004[1]